# دیوردی لاوایی
دیوردی لاوایی (مجاری: György Hlavay; ۴ ژانویهٔ ۱۸۸۸ – ۱۸ ژوئیهٔ ۱۹۵۸) بازیکن و مربی فوتبال اهل مجارستان بود.
از باشگاه‌هایی که در آن بازی کرده‌است می‌توان به باشگاه فوتبال ام‌تی‌کی بوداپست اشاره کرد.
وی همچنین در تیم ملی فوتبال مجارستان بازی کرده‌است.